# Классический «Доктор Кто» (12-й сезон)
Премьера двенадцатого сезона классических серий британского научно-фантастического сериала «Доктор Кто» состоялась 28 декабря 1974 года, с выходом на экраны первого эпизода серии «Робот», в котором впервые появился Том Бейкер в роли Четвёртого Доктора. Сезон завершился 10 мая 1975 года показом последнего эпизода серии «Месть киберлюдей».
Этот сезон стал первым для Тома Бейкера, актёра, сыгравшего четвёртое воплощение Доктора, Повелителя времени, который путешествует в пространстве и времени при помощи ТАРДИС, машины времени, внешне неотличимой от синей полицейской будки 1960-х. В этом сезоне с ним путешествуют Сара Джейн Смит (Элизабет Слейден), спутница предыдущего воплощения персонажа, и Гарри Салливан (Йён Мартер), который присоединился к команде ТАРДИС в этом сезоне.

## Актёрский состав

### Основной
- Том Бейкер в роли Четвёртого Доктора
- Элизабет Слейден в роли Сары Джейн Смит
- Йен Мартер в роли Гарри Салливана

При производстве двенадцатцатого сезона стало известно, что Джон Пертви, сыгравший роль Третьего Доктора, покинул проект, а следовательно съёмочной группе срочно было необходимо найти ему замену. Том Бейкер в то время не мог получить хоть какую-нибудь роль, поэтому основным источником его дохода было строительство. На тот момент самыми значимыми его работами было участие в фильмах «Склеп ужаса» и «Золотое путешествие Синдбада» (оба вышли в 1973 году). Поэтому он обратился к Биллу Слейтеру, в то время занимавшему в BBC пост главы по производству сериалов, и тот связался с Барри Леттсом и предложил Бейкера в качестве нового Доктора. Леттс, который являлся продюсером «Доктора Кто» на протяжении практически всех сезонов с участием Пертви, был знаком с работой Бейкера по фильму «Золотое путешествие Синдбада» и сразу же принял предложение. В результате Том Бейкер стал четвёртым актёром, сыгравшим главного героя сериала, снявшись в семи сезонах, что до сих пор остаётся самым продолжительным участием исполнителя роли Доктора за всю историю шоу.
Эллизабет Слейден вернулась к своей роли Сары Джейн Смит, Йен Мартер присоединился к проекту в качестве нового спутника, Гарри Салливана.

### Второстепенный
- Николас Кортни в роли бригадира Летбридж-Стюарта
- Джон Левен в роли сержанта Бентона

Николас Кортни и Джон Левен вернулись к своим ролям бригадира Летбридж-Стюарта и сержанта Бентона соответственно, появившись в серии «Робот». Летбридж-Стюарт впервые появился в серии «Паутина страха» (тогда он был в чине полковника), а Бентон — в серии «Вторжение», обе серии рассказывают о приключениях Второго Доктора. Оба — члены военизированной организации UNIT и, как и Сара Джейн Смит, станут одними из тех, кто будет ассоциироваться как с Третьим, так и с Четвёртым Докторами несмотря на то, что серия «Робот» является единственной в сезоне, в которой появляются солдаты UNIT.

### Приглашённый
- Майкл Уишер в роли Давроса

В серии «Происхождение далеков» впервые появляется Даврос, безумный учёный с планеты Скаро и создатель расы далеков. Его роль исполнил Майкл Уишер. Это единственное появление актёра в качестве Давроса, в серии «Судьба далеков» его сменил Дэвид Гудерсон.

## Серии
Все серии данного сезона, кроме первой, выходили одна за другой и были связаны одной общей сюжетной линий, несмотря на которую серии считаются автономными историями.
12 сезон состоит из 20 серий, но первоначально он предполагал деление на 26 серий по той же схеме, что и предыдущий — три серии из 6 частей и две — из 4. Исходя из этого первыми должны были транслироваться четырёхчастные сюжеты, получившие названия «Робот» и «Космическая станция», а после них — шестичастные («Происхождение террора» (позднее переименована в «Происхождение далеков»), «Лох-Несс» и на тот момент безымянная серия). Тем не менее редактор сценариев Роберт Холмс поднял вопрос о возможном разделении несуществующей шестичастной серии на две (из 4 частей и 2 частей соответственно). Таким образом, структура сезона стала выглядеть следующим образом: первоначально шли серии «Робот» и «Космическая станция» (заменена на «Ковчег в космосе»), состоящие из четырёх частей, после шла состоящая из двух частей серия «Деструкторы» (переименована в «Эксперимент сонтаранца»), потом шестичастное «Происхождение террора» и в конце — «Лох-Несс» из четырёх частей (практически сразу же переименована в «Террор зайгонов» и отложена до 13 сезона, заменена на «Месть киберлюдей»). В результате этого «Эксперимент сонтаранца» стала первой серией:
1. состоящей из двух частей, впервые с выхода серии второго сезона «Спасение»
2. полностью снятой вне студии, впервые с выхода серии седьмого сезона «Острие из космоса»
3. полностью снятой на видеоплёнку, несмотря на то, что для съёмок вне студии обычно использовалась 16-мм плёнка[8]

С целью экономии средств при съёмках серий «Ковчег в космосе» и «Месть киберлюдей» использовались одни и те же декорации.
| № | #  | Название                                           | Частей (эпизодов) | Режиссёр        | Сценарист                   | Зрителей (миллионов)      | Индекс оценки   | Дата выхода в эфир                                                                                                | Код |
| --- | -- | -------------------------------------------------- | ----------------- | --------------- | --------------------------- | ------------------------- | --------------- | --- | --- |
| 1 | 75 | «Робот» «Robot»                                    | 4 эпизода         | Кристофер Бэрри | Терранс Дикс                | 10.8 10.7 10.1 9.0        | 53 — 51         | 28 декабря 1974 года 4 января 1975 года 11 января 1975 года 18 января 1975 года                                   | 4A  |
| После регенерации Доктор сталкивается с новой опасностью — гигантским роботом, созданным группой учёных для захвата власти над миром. Одолев робота, Доктор, Сара Джейн и военный врач UNIT'а Гарри Салливан покидают Землю на ТАРДИС.                                            |    |                                                    |                   |                 |                             |                           |                 | |     |
| 2 | 76 | «Ковчег в космосе» «The Ark in Space»              | 4 эпизода         | Родни Бенетт    | Роберт Холмс Джон Лукаротти | 9.4 13.6 11.2 10.2        | —               | 25 января 1975 года 1 февраля 1975 года 8 февраля 1975 года 15 февраля 1975 года                                  | 4C  |
| ТАРДИС попадает на космическую станцию «Нерва», где остатки человечества в криогенных камерах пережидали катаклизм, уничтоживший земную жизнь. Однако станция подверглась нападению Варринов - разумных паразитов, откладывающих свои яйца в живую плоть.                         |    |                                                    |                   |                 |                             |                           |                 | |     |
| 3 | 77 | «Эксперимент сонтаранца» «The Sontaran Experiment» | 2 эпизода         | Родни Бенетт    | Боб Бейкер Дейв Мартин      | 11.0 10.5                 | — 55            | 22 февраля 1975 года 1 марта 1975 года                                                                            | 4B  |
| После победы над Варринами Доктор, Сара Джейн и Гарри телепортируются на Землю, чтобы разведать, пригодна ли она для жизни. Однако на Земле они находят не только группу людей, но и разведчика сонтаранцев, готовящихся к захвату планеты.                                       |    |                                                    |                   |                 |                             |                           |                 | |     |
| 4 | 78 | «Происхождение далеков» «Genesis of the Daleks»    | 6 эпизодов        | Дэвид Мэлони    | Терри Нэйшн                 | 10.7 10.5 8.5 8.8 9.8 9.1 | — 57 — 58 57 56 | 8 марта 1975 года 15 марта 1975 года 22 марта 1975 года 29 марта 1975 года 5 апреля 1975 года 12 апреля 1975 года | 4E  |
| Повелители Времени забрасывают Доктора и его спутников на планету Скаро, прародину далеков, в разгар войны между Талами и Каледами. Задача Доктора - либо не допустить появления далеков вообще, либо хотя бы выяснить уязвимые места расы, угрожающей всему живому во Вселенной. |    |                                                    |                   |                 |                             |                           |                 | |     |
| 5 | 79 | «Месть киберлюдей» «Revenge of the Cybermen»       | 4 эпизода         | Майкл Брайант   | Джерри Дэвис                | 9.5 8.3 8.9 9.4           | 57 — 58         | 19 апреля 1975 года 26 апреля 1975 года 3 мая 1975 года 10 мая 1975 года                                          | 4D  |
| Вместо «Нервы» Доктор и его спутники оказываются на одноимённом маяке, установленном у Воги — нового спутника Юпитера. Как вскоре выясняется, на борту этого маяка бушует страшная эпидемия.                                                                                      |    |                                                    |                   |                 |                             |                           |                 | |     |

## Производство
Барри Леттс оставался на посту продюсера только до выхода премьерной серии сезона, после этого его сменил Филип Хинчклифф. В то же время Роберт Холмс стал редактором сценариев вместо Терренса Дикса.
Терренс Дикс написал сценарий к серии «Робот» и, как утверждает сам сценарист, в ходе работы он испытывал значительное влияние фильма 1933 года «Кинг-Конг». Также он заимствовал некоторые элементы из серии «Острие из космоса», первой серии с Пертви, чтобы облегчить целевой аудитории принятие нового Доктора. Сценарий к серии «Ковчег в космосе» первоначально был написан Джоном Лукаротти, но его историю сочли неподходящей, в результате Роберт Холмс переписал её. Леттс и Дикс также предложили Терри Нэйшну вернуться на время в проект и написать ещё одну историю о далеках, тот согласился и прислал им сценарий, который не слишком понравился съёмочной группе, так как чересчур напоминал предыдущие приключения с участием далеков. Вместо того, чтобы утвердить сценарий, Леттс и Дикс попросили написать историю происхождения этого инопланетного вида, и Нэйшн написал «Происхождение далеков». В целом «Доктор Кто» под руководством Хинчклиффа начал приобретать более мрачную атмосферу.
Серии «Ковчег в космосе» и «Месть киберлюдей» задействовали одни и те же декорации. Несмотря на то, что серия «Происхождение далеков» была показана перед серией «Месть киберлюдей», его съёмки происходили последними, в январе-феврале 1975 года.

## Показ
Показ серий сезона продолжался с 28 декабря 1974 года по 10 мая 1975 года.
Все серии сезона имели те же титры, что и в предыдущем сезоне, с той лишь разницей, что лицо Пертви было заменено на лицо Бейкера. Тем не менее, титры первого эпизода серии «Ковчег в космосе» в качестве эксперимента были окрашены в зелёный, а не в синий цвет, однако в последующих эпизодах подобных изменений не наблюдалось.

## DVD-релизы
Все серии 12 сезона, как и серии большинства предыдущих сезонов, выходили на DVD независимо друг от друга — либо отдельными изданиями либо в рамках тематических сборников.
| Серия | Количество и продолжительность эпизодов | Регион 2             | Регион 4             | Регион 1             |
| --- | --------------------------------------- | -------------------- | -------------------- | -------------------- |
| Робот | 4 × 25 м.                               | 4 июня 2007 года     | 4 июля 2007 года     | 14 августа 2007 года |
| Ковчег в космосе | 4 × 25 м.                               | 8 апреля 2002 года   | 3 июня 2002 года     | 6 августа 2002 года  |
| Ковчег в космосе — Специальное издание | 4 × 25 м.                               | 25 февраля 2013 года | 27 февраля 2013 года | 12 марта 2013 года   |
| Эксперимент сонтаранца В Регионах 2 и 4 в рамках сборника Bred for War В Регионе 1 выходил только в виде отдельного издания                  | 2 × 25 м.                               | 9 октября 2006 года  | 7 октября 2006 года  | 6 марта 2007 года    |
| Происхождение далеков В Регионах 2 и 4 в рамках сборника The Complete Davros Collection В Регионе 1 выходил только в виде отдельного издания | 6 × 25 м.                               | 10 апреля 2006 года  | 4 мая 2006 года      | 6 июня 2006 года     |
| Месть киберлюдей В Регионах 2 и 4 в рамках сборника Cybermen В Регионе 1 выходил только в виде отдельного издания                            | 4 × 25 м.                               | 9 августа 2010 года  | 7 октября 2010 года  | 2 ноября 2010 года   |

## Книги
| Серия                    | Адаптация                             | Автор        | Впервые опубликована |
| ------------------------ | ------------------------------------- | ------------ | -------------------- |
| «Робот»                  | «Доктор Кто и Гигантский робот»       | Терренс Дикс | 1975                 |
| «Ковчег в космосе»       | «Доктор Кто и Ковчег в космосе»       | Йен Мартер   | 1977                 |
| «Эксперимент сонтаранца» | «Доктор Кто и Эксперимент сонтаранца» | Йен Мартер   | 1978                 |
| «Происхождение далеков»  | «Доктор Кто и Происхождение далеков»  | Терренс Дикс | 1976                 |
| «Месть киберлюдей»       | «Доктор Кто и Месть киберлюдей»       | Терренс Дикс | 1976                 |